# Cerkiew Zaśnięcia Matki Bożej w Żmijowiskach
Cerkiew Zaśnięcia Matki Bożej w Żmijowiskach – drewniana cerkiew greckokatolicka z 1770 znajdująca się w Żmijowiskach.
Od 1947 obiekt nieczynny kultowo.

## Historia obiektu
Cerkiew została zbudowana  w 1770. Przy cerkwi była też dzwonnica wzniesiona w 1830, która została rozebrana w II połowie XX wieku. Cerkiew była gruntownie przebudowana w 1881. Wzniesiono wówczas nowy babiniec, mniejszy przedsionek oraz wnętrze sanktuarium i nawy pokryto polichromią. W 1930 dokonano odnowienia świątyni. Po 1947 roku cerkiew była nieużytkowana, służyła jako magazyn. Prace zabezpieczające wykonano w latach 1990–91.

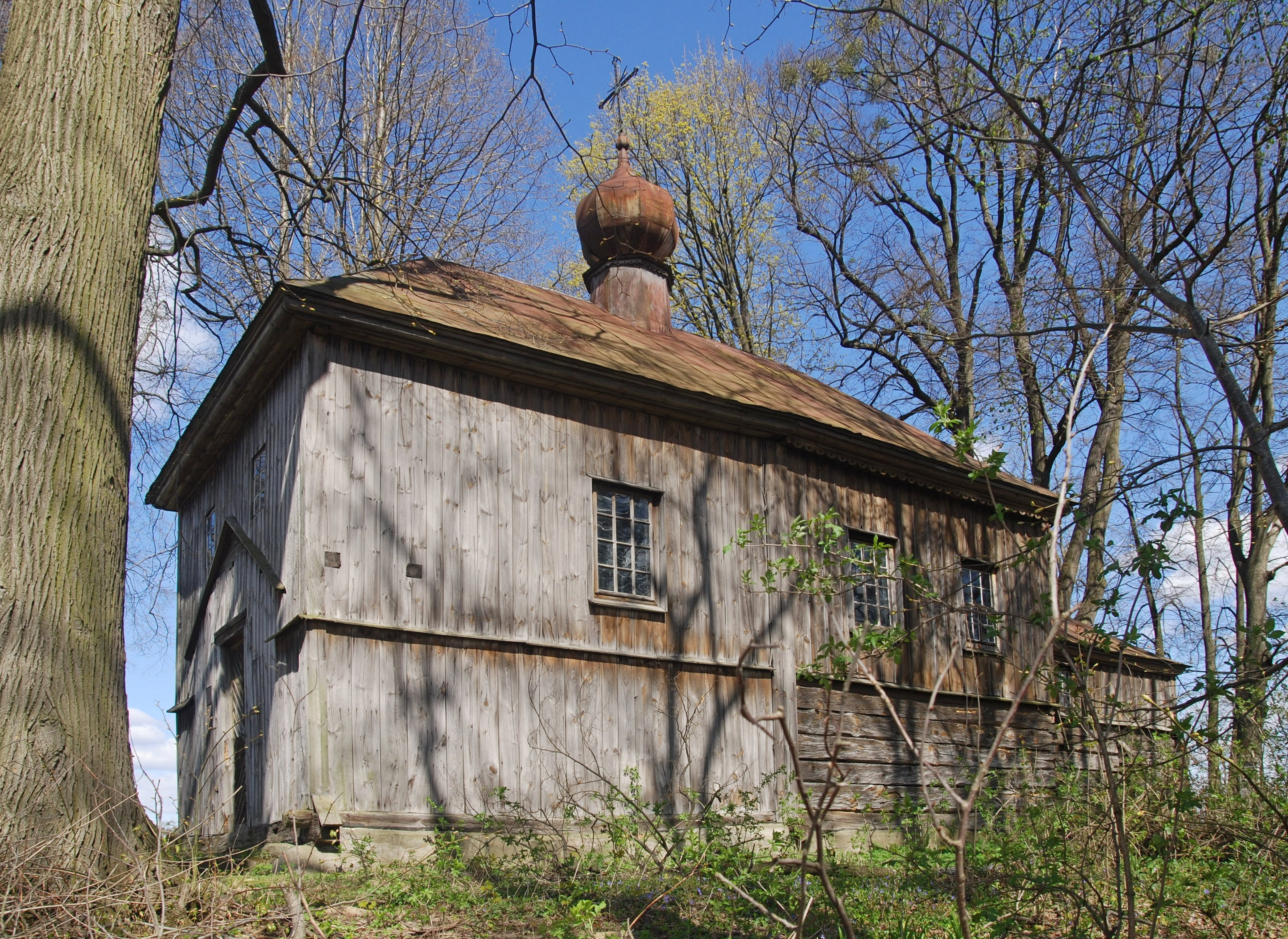
Widok od strony południowej
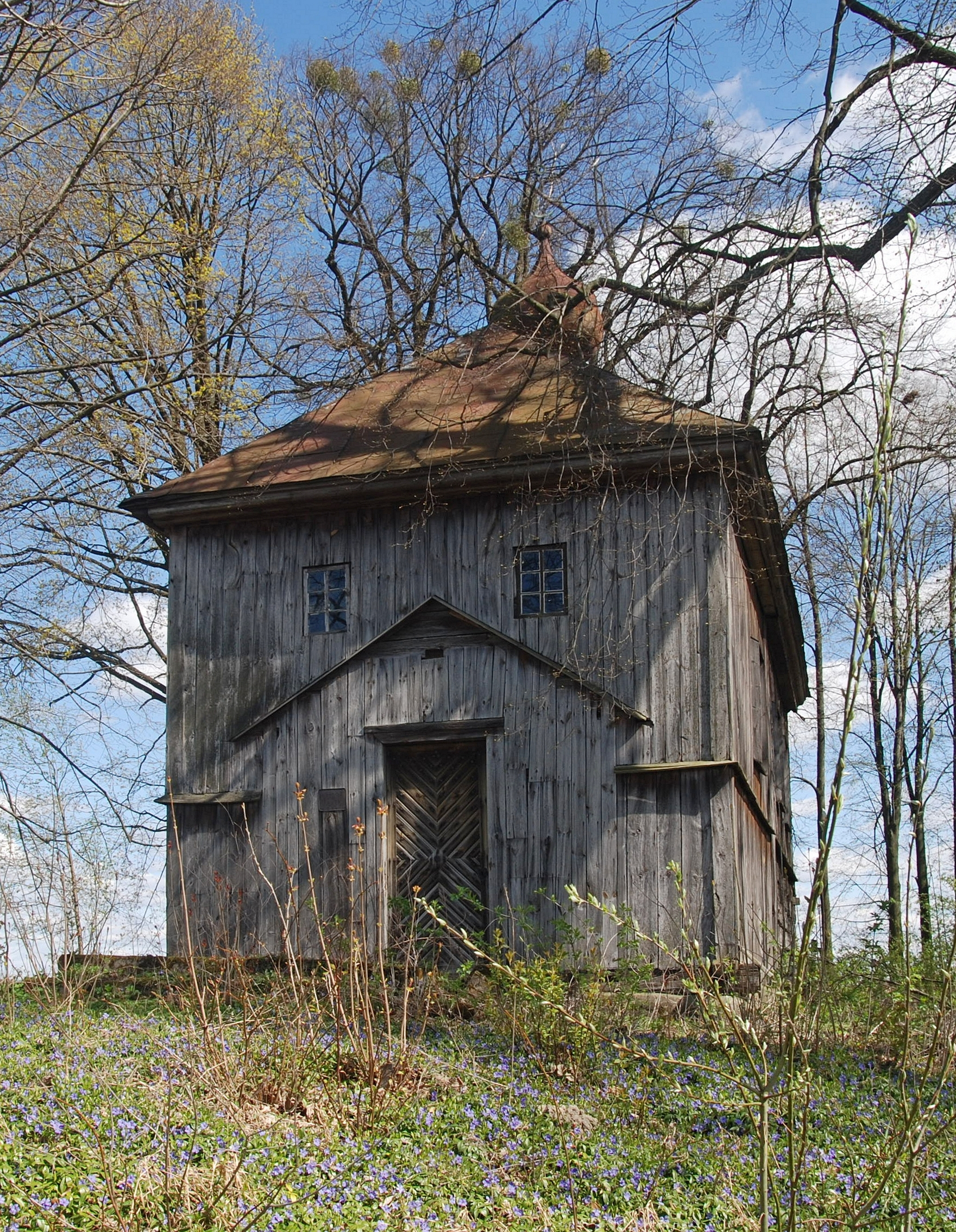
Elewacja zachodnia
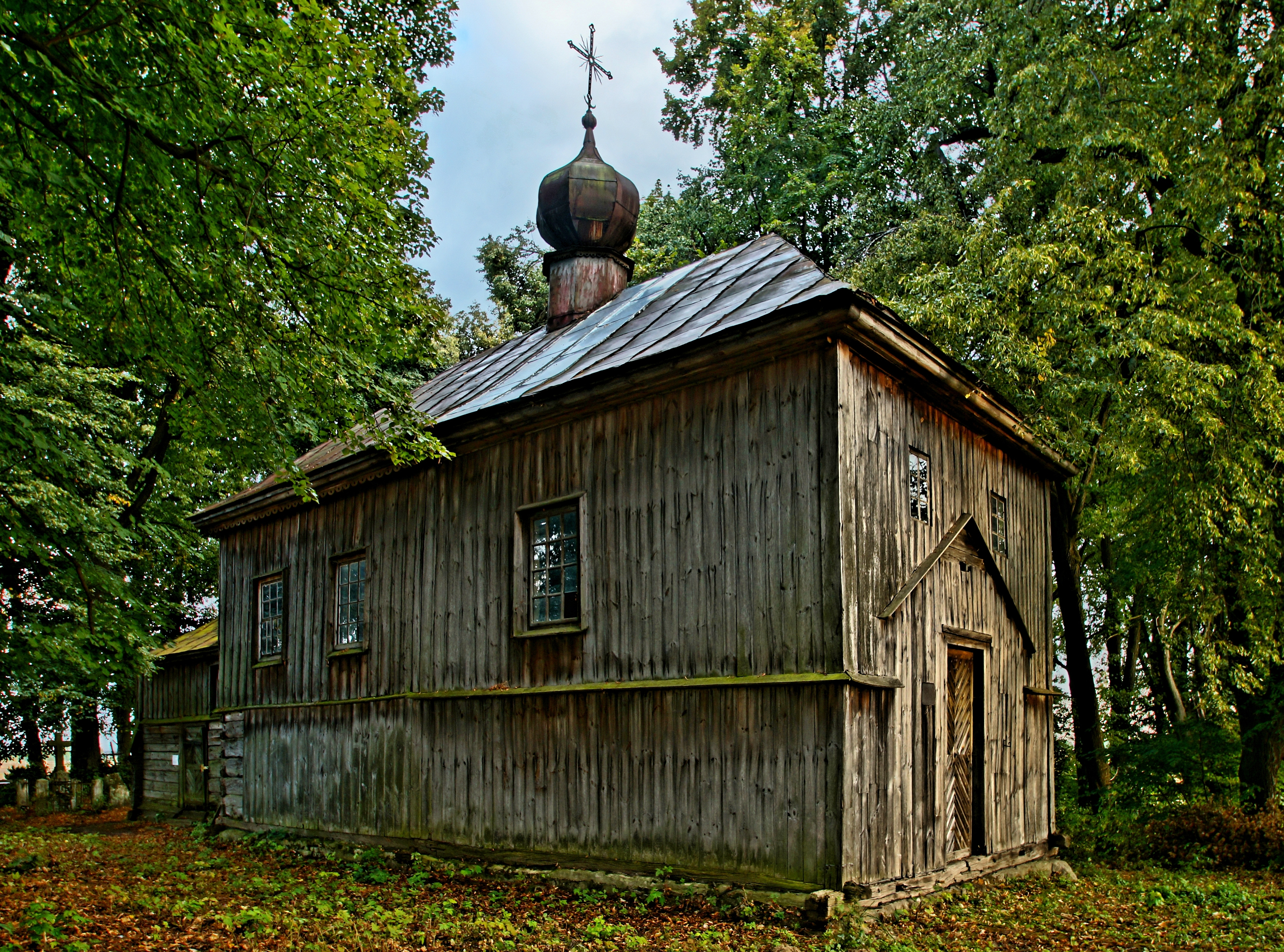
Widok od strony północnej

## Architektura i wyposażenie
Jest to budowla drewniana konstrukcji zrębowej zwęgłowanej na zamek z ostatkami tworzącymi niekiedy obłap, trójdzielna, orientowana, posadowiona na otynkowanej podwalinie kamiennej i ceglanej.
Wewnątrz zachowały się m.in. ołtarz, tabernakulum, biblia i śpiewniki, fragmenty polichromii i 2 ołtarze boczne znajdujące się po bokach cerkwi.

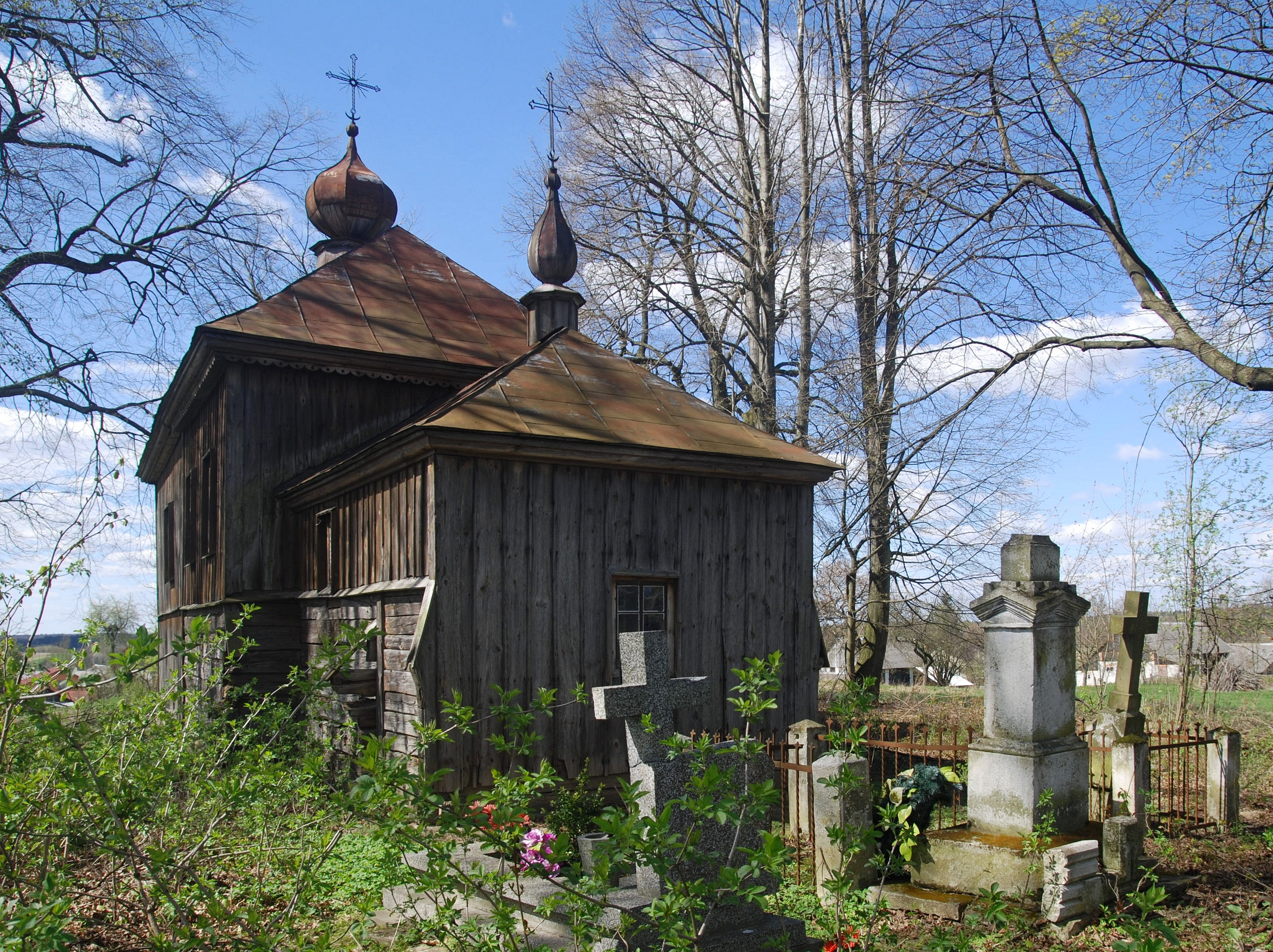
Elewacja wschodnia
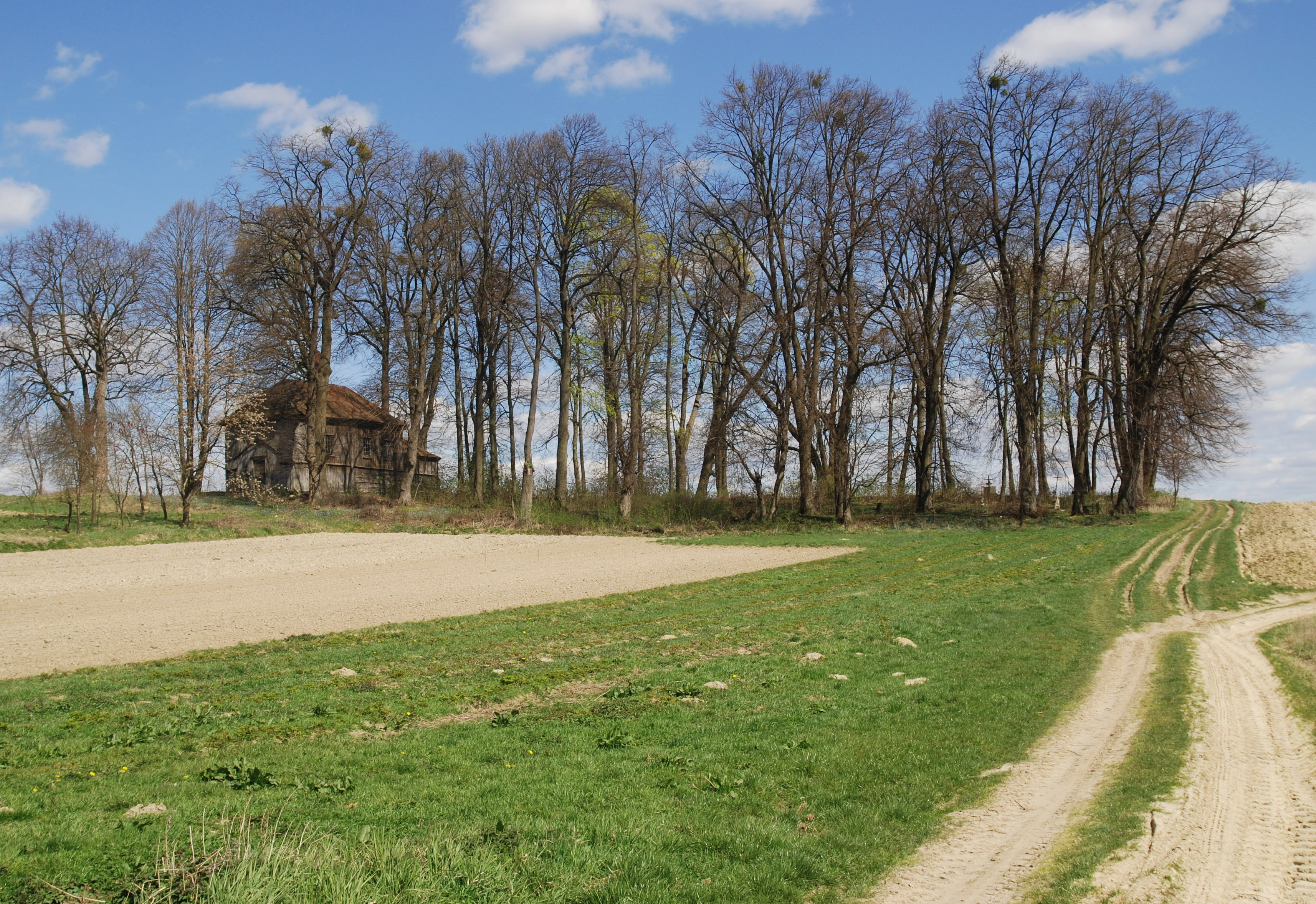
Widok ogólny
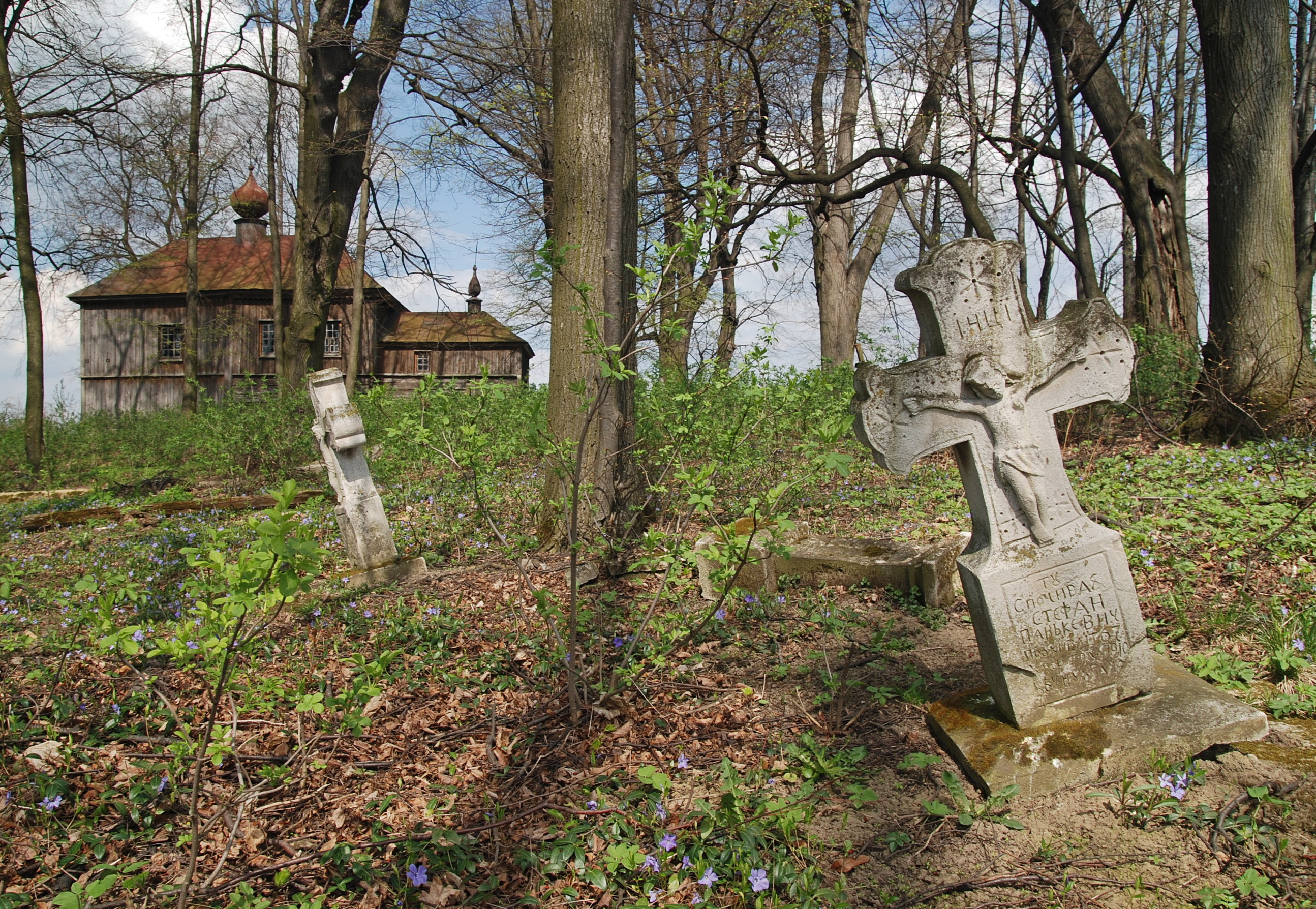
Przycerkiewny cmentarz

## Otoczenie
Cerkiew otaczają tereny cmentarza greckokatolickiego.